# Spillemændene (1970'erne)
Spillemændene var en dansk folk-rockgruppe fra Aarhus, der eksisterede i 1970'erne. De blev dannet i juni 1971 under navnet De Fortabte Spillemænd opkaldt efter William Heinesens roman af samme navn, men blev bedt om at ændre navn, da De Fortabte Spillemænd fra København udgav et album i slutningen af 1971.
Gruppen var pionerer inden for elektrisk dansk violinmusik, og de spillede en vigtig rolle i opstarten af bookingbureauet Musikernes Kontakt. Da Sven Foged og Lars Hybel fra Jackie Boo Flight blev en del af gruppen i 1974 blev musikken mere country- og rockprægret.
Gruppen var opvarmningsband for Fairport Convention (en) og Dr. Hook & The Medicine Show. De spillede på Roskilde Festival 1974, og turnerede med Shit & Chanel i både 1975 og 1976. De spillede på Roskilde Festival igen i 1976 og 1977.

## Gruppemedlemmer
- Flemming Thorsbro Pedersen, violin og klaver
- Jens Henrik Sandberg, trommer og fløjte
- Torben Bruun, akustisk guitar og mandolin
- Ole Berg Nielsen, elektrisk guitar og mandolin
- Flemming Walsøe Therkelsen, bas og salmecykel
- Henning Stærk, bas
- Lars Hybel, bas

## Diskografi
- Rilleræset (1972)
- Balrok (1974)
- Spillemændene (1975)
- Hva' Så!' (1980)